# Brunvingad kungsfiskare
Brunvingad kungsfiskare (Pelargopsis amauroptera) är en fågel i familjen kungsfiskare inom ordningen praktfåglar.

## Utseende
Brunvingad kungsfiskare är en stor (35-37 cm), kustlevande kungsfiskare med stor, röd näbb. Den är orangebrun på huvud och undersida, medan ovansidan är jämnbrun. Övergumpen är dock turkosfärgad.

## Utbredning och systematik
Brunvingad kungsfiskare förekommer i  kustområden från östra Indien till Myanmar och norra Malackahalvön. Den behandlas som monotypisk, det vill säga att den inte delas in i några underarter.

## Status
På grund av arten är begränsad till mangrovemiljöer tros den ha en rätt liten världspopulation trots det stora utbredningsområdet. Den tros också minska i antal till följd av habitatförstörelse. Internationella naturvårdsunionen IUCN kategoriserar den därför som nära hotad. Världspopulationen uppskattas till mellan 25 000 och 35 000 vuxna individer.